# Вандерборгт, Михел
Михел Вандерборгт (нидерл. Michel Vanderborght, 6 мая 1949, Уккел, Бельгия) — бельгийский хоккеист (хоккей на траве), полевой игрок.

## Биография
Михел Вандерборгт родился 6 мая 1949 года в бельгийском городе Уккел.
В 1976 году вошёл в состав сборной Бельгии по хоккею на траве на летних Олимпийских играх в Монреале, занявшей 9-е место. Играл в поле, провёл 5 матчей, забил 2 мяча (по одному в ворота сборных ФРГ и Аргентины).